# Араратян, Арташес Левонович
Арташес Левонович Араратян (24 января 1927, Моздок, Северо-Кавказский край, РСФСР — 14 апреля 2010, Санкт-Петербург, Россия) — артист Санкт-Петербургского театра музыкальной комедии, заслуженный артист РСФСР (1980).

## Биография
Цыблов Арташес Левонович (сценический псевдоним Араратян).
- 1942 — балетная студия г. Орджоникидзе.
- 1945 — актёр Русского драматического театра г. Дзауджикау.
- В 1945 году окончил студию при театре.
- В 1947 году в театре имени К. С. Станиславского города Орджоникидзе.
- В 1948—1951 — конферансье, певец государственной Армянской филармонии ГосДжаза Армении.

С 1951 года — в труппе Санкт-Петербургского театра музыкальной комедии.
В 1954 году окончил Ленинградское музыкальное училище имени Н. А. Римского-Корсакова.
Являлся одним из ведущих комедийных актёров театра. Репертуар насчитывал более ста ролей.
В качестве режиссёра был постановщиком театрализованных праздников в Новгороде, Череповце, Пушкине, Павловске, Петродворце, Сестрорецке; руководил самодеятельными коллективами Ленинграда. В 1987 году в театре Музыкальной комедии выпустил свой первый детский спектакль «Лапушка», а в 1988 — оперетту Ф. Легара «Весёлая вдова» (исполнив в этом спектакле  роли Никоша и барона Зеты), затем снова поставил спектакль для детей «Новогодний карнавал чудес». В 1989 году квалифицирован главным управлением культуры Ленсовета как режиссёр-постановщик 1 категории.
Являлся режиссёром Муниципального театра «Премьера».
Последний раз артист вышел на сцену театра в 2004 году, когда отмечалось 75-летие театра.

## Награды и звания
Заслуженный артист РСФСР (1980).
Дважды награждён орденом Дружбы (1998, № 3586) и (2004, № 7745)
В 2008 году ему был присуждён диплом и медаль «Леонардо да Винчи» президиумом Европейской Академии естественных наук Ганновера (Германия) в знак признания исключительного творческого вклада в искусство и культуру России.

## Творчество

### Театральные работы
- маркиз Бамбини в «Дочери тамбурмажора» Ж. Оффенбаха,
- Дежурный в «Летучей мыши» И. Штрауса,
- Фраскатти в «Фиалке Монмартра»,
- Пимпринетти в «Баядере»,
- Пеликан в «Мистере Иксе»,
- Куделька в «Марице»,
- Леопольд в «Королеве чардаша» И. Кальмана;
- дед Захар в «Бабьем бунте» Е. Птичкина,
- Рахмет в «Севастопольском вальсе» К. Листова,
- Биберли в «Кавказской племяннице» Р. Гаджиева.

### Написанные автором музыкальные произведения
- «Фантик Гав-гав»
- «Карнавал пуделя Чарли»
- «Лапушка»
- «Принцесса и клоуны»
- «Фея карнавала»
- «В гостях у дедушки Крылова»
- «Следствие ведут знатоки оперетты»
- «Весёлое путешествие».

### Роли в кино
1. 1969 — Королевская ложа — инспектор полиции
2. 1981 — Пора красных яблок — Мирза
3. 2002 — Время любить — Моисеев